# La Bazouge-des-Alleux
La Bazouge-des-Alleux é uma comuna francesa na região administrativa da Pays de la Loire, no departamento de Mayenne. Estende-se por uma área de 18,1 km². Em 2010 a comuna tinha 557 habitantes (densidade: 30,8 hab./km²).